# Christine Hunt
Christine Hunt (* 15. Juni 1950 in Sydney als Christine Thompson; † 25. September 2020 in Lakeland, Vereinigte Staaten) war eine australische Speerwerferin.
1969 gewann sie Bronze bei den Pacific Conference Games.
Bei den Olympischen Spielen 1976 in Montreal gelang ihr in der Qualifikation des Speerwurfwettkampfs kein gültiger Versuch.
1975 und 1976 (mit ihrer persönlichen Bestweite von 57,84 m) wurde sie Australische Meisterin.
Sie startete für die University of Florida und zog nach den Olympischen Spielen in Montreal nach Florida, wo sie Immobilienmaklerin arbeitete. Sie war Mitglied der Leadership Lakeland Class und im Programm der Handelskammer aktiv.